# Мах (худат)
Мах (Макат) (д/н — 655/659) — худат (правитель) в Бухарском государстве до 655/659 года.

## Жизнеописание
Сведения о нём крайне ограничены. Вероятно был сыном или другим родственником худата Каны. За его господство Пайкендский удел фактически распался, а в каждом из городов Бухарского оазиса появился свой правитель.
Мах известен прежде всего возведением крупного базара в Бухаре, что свидетельствует о сохранении города как важного торгово-посреднического центра. Этот базар упоминается ещё в X столетии.
Умер или был свергнут тюрком Бидуном, основавшим собственную династию бухархудатов.